# Malik Osborne
Malik Osborne (n. Matteson (Illinois)); 9 de abril de 1998) es un jugador de baloncesto con nacionalidad estadounidense. Con 2,06 metros de altura juega en la posición de ala-pívot. Actualmente forma parte de la plantilla del Rostock Seawolves  de la Basketball Bundesliga alemana.

## Trayectoria deportiva

### Universidad
Es un jugador natural de Matteson (Illinois), formado en el Bosco Institute de Crown Point (Indiana), antes de ingresar en 2017 en la Universidad Rice, situada en la ciudad de Houston, Texas, donde jugaría la temporada 2017-18 en la NCAA con los Rice Owls. 
Tras una temporada en blanco al cambiar de universidad, en 2019 ingresa en la Universidad Estatal de Florida en Tallahassee, Florida, para jugar durante tres temporadas la NCAA con los Florida State Seminoles,  desde 2019 a 2022.

### Profesional
Tras no ser drafteado en 2022, en julio de 2022 disputa la Liga de Verano de la NBA con los Cleveland Cavaliers.
El 26 de agosto de 2022, firma con Kolossos Rodou BC de la A1 Ethniki.
El 15 de enero de 2023, firma por el Niners Chemnitz de la Basketball Bundesliga.
El 1 de agosto de 2023 fichó por el Apollon Patras  de la A1 Ethniki griega.
El 18 de julio de 2024 fichó por el Limoges CSP de la LNB Pro A francesa.
El 13 de enero de 2025 firmó con el Rostock Seawolves de la Basketball Bundesliga.